# Линия Си-Бич, Би-эм-ти
Линия Си-Бич, Би-эм-ти (англ. BMT Sea Beach) — линия дивизиона BMT Метрополитена Нью-Йорка. Она проходит в Бруклине. Начинается на станции на пересечении 59-й стрит и 4-й авеню BTM Fourth Avenue Line, до конечной Кони-Айленд, по 4-путной широкой «канавке». На сегодняшний день, линия обслуживается маршрутами N (круглосуточно) и W (часть рейсов в часы пик в пиковом направлении). Долгое время по этой линии ходил самый быстрый экспресс-маршрут (Кони-Айленд — Манхэттен), который не останавливался на протяжении всей линии и шёл экспрессом под 4-й авеню.

## История

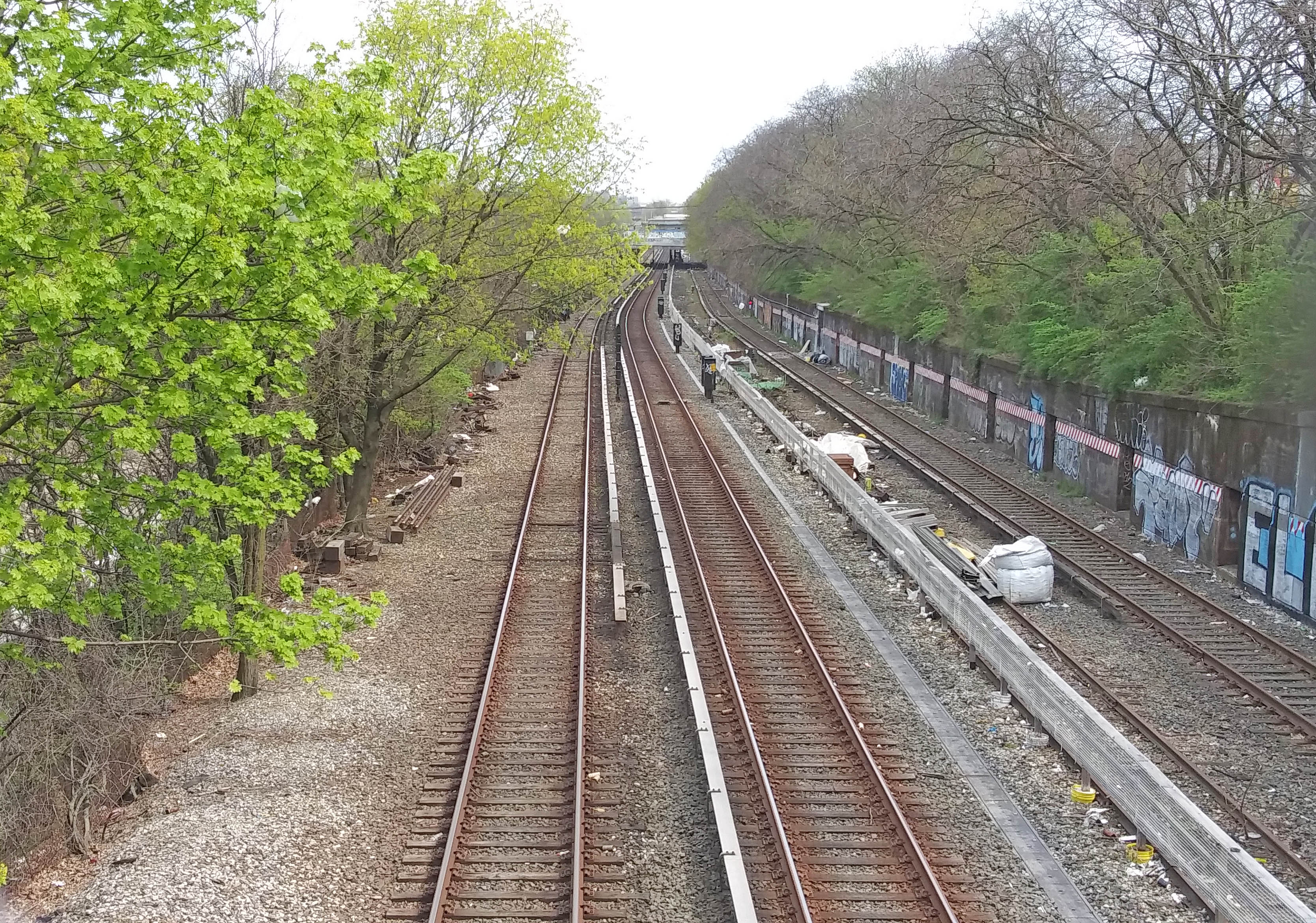
Линия Си-Бич проходит через Южный Бруклин

New York and Sea Beach Railroad образовалась 25 сентября 1876 года, как экскурсионная железная дорога на паровой тяге. Она начинала свой путь от того места, где сейчас станция 62-я стрит, и New Utrecht Avenue. Тогда это была точка пересечения Brooklyn Bath and Coney Island RR(West End Line) и железной дороги New York, Bay Ridge and Jamaica (Manhattan Beach Line), идущей на Кони-Айленд, запущенной 18 июля 1877 года. Ещё два года спустя линия была продлена на запад в район Bay Ridge, откуда следует паром к Soth Ferry в Манхэттене. Это произошло 17 июля 1879 года, тогда же и на Кони-Айленд начали ходить поезда, уже по линии Sea Beach Line.
- За исключением некоторого путевого развития в Кони-Айленде и в Bay Ridge, маршрут линии не изменился. Однако ввиду того, что тоннель под 4-й авеню BMT Fourth Avenue Line был построен куда позже, поезда севернее 59-й стрит в Bay Ridge не курсировали. Там же и находилась конечная ветви на Бей-Ридж, Лонг-Айлендской ЖД. На сегодня эта ветвь используется как грузовая, да и то редко.
- В 1896 году компания, обслуживающая паровую ЖД, обанкротилась и 14 августа того же года была переорганизована в Sea Beach Railway.
- Далее, 5 ноября 1897 года, железная дорога была куплена и стала под контракт Brooklyn Rapid Transit Company (BRT) наряду с Sea View Railway (Coney Island) и Brooklyn Heights Railroad. Далее контактная сеть электрического трамвая была натянута над путями, так же как и над BMT West End Line.
- 22 июня 1915 года линия стала четырёхпутной, а также была связана с тоннелем под 4-й авеню, который являлся уже метрополитеном Нью-Йорка.

Ввиду того, что скоростные пути не имели платформ ни на какой из промежуточных станций, они долгое время, примерно до 1952 года, использовались в качестве «супер-экспресс» маршрута от Кони-Айленда в Манхэттен.
- Позднее линия была отдана Нью-Йоркскому метрополитену, далее дотянулась до Манхэттена и Квинса.

## Список станций
Проходящие по линии маршруты в зависимости от дня недели и времени суток
|                                       | Часы пик | Остальное время |
| ------------------------------------- | -------- | --------------- |
| Экспресс-путь                         | —        | —               |
| Локальные пути                        | N · W    | N               |
| — в пиковом направлении, часть рейсов |          |                 |

Станции на линии
| Условные обозначения |
| для дней и часов работы маршрутов (более точно указано во всплывающих подсказках при этих обозначениях): |
| --- |
| круглосуточно круглосуточно, кроме ночи круглосуточно, кроме будней днём (либо часов пик) в пиковом направлении в будни днём (и, возможно, вечером) в будни круглосуточно в часы пик в будни днём (либо в часы пик) в пиковом направлении в будни днём (либо в часы пик) в направлении, обратном пиковому в выходные ночью ночью и в выходные (и, возможно, вечером) нет движения поездов |

| N — круглосуточно · N — круглосуточно · R — круглосуточно · R — круглосуточно · W — часть рейсов в часы пик в пиковом направлении · W — часть рейсов в часы пик в пиковом направлении |  |  |
| |  |  |
| R — круглосуточно · R — круглосуточно |  |  |
| |  |  |

| D — круглосуточно · D — круглосуточно | 62-я улица |

| D — круглосуточно · D — круглосуточно · F — круглосуточно · F — круглосуточно · <F> — в часы пик в пиковом направлении · <F> — в часы пик в пиковом направлении · Q — круглосуточно · Q — круглосуточно |